# Basilica di San Quirino
L'Insigne basilica collegiata dei Santi Quirino di Siscia e Michele Arcangelo è un edificio religioso sito in piazza San Quirino a Correggio, in provincia di Reggio Emilia. È sede dell'omonima parrocchia del vicariato di Correggio della diocesi di Reggio Emilia-Guastalla.

## Storia
Fondata tra la fine del IX e gli inizi del X secolo, l'antica chiesa dei santi Michele e Quirino si trova citata nei documenti d'archivio la prima volta nel 1009, mentre nel 1039 è descritta ubicata infra castro Corigia.
Come comprovano le Bolle di papa Lucio II del 1144 e di papa Eugenio III del 1146, la chiesa dei Santi Michele e Quirino era in realtà una cappella palatina retta da un rettore, dipendente dalla Pieve di Santa Maria di Camporotondo (oggi Fosdondo).
Nel 1173 Alberto Da Correggio fece una importante donazione di terreno alla chiesa mentre, nel 1186, le reliquie di San Quirino e dei santi martiri Tiburzio, Ermete, Veronica e Reparata furono riposte da Albricone, vescovo di Reggio, sotto l'altare di san Tommaso Becket.
Secondo alcuni studiosi, già a partire dal 1459 la chiesa di san Quirino aveva il titolo di prevostura, con un prevosto assistito da altri sacerdoti.
Dietro istanza del conte Giberto X Da Correggio, il 1º novembre 1508 il cardinale Francesco Alidosi, legato apostolico, istituì con propria bolla la Collegiata di San Quirino. Il capitolo era inizialmente composto dal prevosto e da sette canonici dotati di sigillo, borsa comune e con facoltà di portare l'almuzia. Contemporaneamente furono sottoposte alla prevostura le pievi di Fosdondo e Fabbrico, le chiese parrocchiali di Campagnola e San Martino di Correggio.
Sempre nel 1508 fu costruito il nuovo fonte battesimale, ancor oggi visibile nella cappella battesimale, ulteriore conferma dell'avvenuto passaggio di poteri fra l'antica pieve di Fosdondo ed i canonici.
L'accresciuto potere del clero correggese impose la costruzione di una nuova chiesa, consona allo status raggiunto: il 31 marzo 1512, i Da Correggio donano ai canonici di San Quirino l'area delle fosse trecentesche adiacente all'antico rivellino, già riadattato a Torre civica, denominata Ortazzo. Nei successivi mesi iniziarono i lavori per l'edificazione della nuova basilica completati, nelle parti strutturali, dodici anni dopo. Il 5 ottobre 1525, alla presenza dei canonici e di tutto il popolo, il vescovo Giovanni Maria Colonna consacrava il nuovo tempio dedicato a san Quirino.
Pochi mesi dopo papa Clemente VII (1523-1534), con bolla del 25 novembre 1523, confermò l'erezione della collegiata del 1508 ed il numero dei canonici fu portato a otto.
In occasione della visita del cardinale Marcello Cervini, nel 1543, la prevostura di Correggio risultava formata da dieci canonici (compresi il prevosto e l'arciprete), otto mansionari e sei presbiteri non curati. Alla collegiata erano unite otto rettorie: Annunciazione di Mandriolo, San Salvatore di Mandrio, San Biagio, San Giorgio di Rio Saliceto, San Martino di Correggio, San Donino di Fazzano, San Giovanni Battista di Canolo e Santi Gervasio e Protasio di Campagnola. Anche la chiesa di Santa Maria Assunta di Fabbrico dipendeva dai canonici di San Quirino.
I lavori interni alla Basilica proseguirono per oltre un cinquantennio e solamente nel 1587 poterono dirsi ultimati. Similmente al Palazzo dei Principi, anche la Basilica di San Quirino risente degli influssi rossettiani, sia nell'impianto basilicale, sia nelle soluzioni di copertura a calotta sferica adottate sulle navatelle. L'edificio costituiva il completamento del lato orientale dell'antica piazza Castello (odierno corso Cavour), saldando definitivamente i due antichi nuclei cittadini di Castelvecchio e di Borgovecchio.
L'antica chiesa dei Santi Michele e Quirino, posta in corrispondenza dell'odierna via del Principato, fu in parte ridimensionata e officiata prima dalla confraternita di San Sebastiano poi, sotto il titolo di Sant'Antonio, dalle monache del Corpus Domini trasferite in un'ala del Palazzo Comitale.

## Descrizione

### L'esterno della Basilica e la Torre Civica
Nel corso dei secoli la facciata della basilica di San Quirino ha subito numerose modifiche, come la sostituzione delle originarie finestre serliane con aperture semicircolari e solo nel 1782 fu ultimata nel suo assetto architettonico. L'attuale aspetto in stile classico con superfici in cotto a vista, capitelli, cornici e basamenti in marmo, è frutto dell'intervento eseguito nel 1964, su progetto di Carmela Adani (1899-1965). Il rifacimento della facciata della basilica, storicamente discutibile, comportò l'eliminazione della settecentesca decorazione a chiaroscuro e finto marmo, che ben si armonizza con le tinte dei palazzi circostanti, rompendo il rapporto di unità ed equilibrio fra gli edifici prospicienti la piazza.
Sul lato destro della facciata s'innalza la Torre Civica, costruita verso la metà del Trecento a difesa del Castelvecchio. Trasformata agli inizi del Cinquecento in torre campanaria dell'attigua basilica, fino alla seconda metà del XVIII ospitò l'orologio civico.
La torre presenta ancora oggi un basamento a scarpa e, nella parte inferiore, sono visibili le tracce della grande ogiva che costituiva l'accesso alla città vecchia. Sopralevata e merlata a coda di rondine nel Quattrocento, durante i lavori d'erezione della nuova basilica, la torre fu adibita dai canonici a cappella per la custodia delle reliquie dei celesti patroni. Recentemente sono riaffiorate, nella volta a crociera che copre il vano a piano terra, delle decorazioni a secco databili all'ultimo quarto del XV secolo, vicine per soggetto e tecnica esecutiva a quelle dei costoloni della chiesa di San Francesco. Nella cella campanaria si trova un concerto di sette campane; la maggiore anche detta Campanone in bronzo istoriato, fu realizzata nel 1709 per conto della Comunità dal parmigiano Pietro Bosi. Secondo la tradizione la cittadinanza contribuì alla raccolta del metallo necessario offrendo, oltre ai rami di casa ed ai piatti di peltro, anche metalli preziosi che si unirono al metallo di un'antica campana, offerta dall'Arciconfraternita del Santissimo Sacramento.
Il Campanone, in tonalità Do, pesa 25 quintali ed ha un diametro di 153 cm. Un'iscrizione in latino corre intorno alla campana su quattro righe; sotto l'iscrizione si notano sei figure, due larghe e quattro piccole, a forma di medaglioni raffiguranti, in ovale grande, san Quirino genuflesso e orante sulla macina del suo martirio, ai lati presenta lo stemma della Comunità di Correggio e della casata Gerez. Dall'altra parte della campana, sempre in ovale grande appare lo stemma del duca Rinaldo d'Este, affiancato dagli stemmi delle casate Gilocchi e Zuccardi.
Delle restati sei campane minori le cinque maggiori sono opera del fonditore padovano Daciano Colbachini e risalgono al 1949. La campana sesta invece è stata recentemente aggiunta nel 2016 dalle fonderie Capanni di Castelnovo ne’ Monti (RE). Attualmente tutte e sette le campane vengono azionate manualmente.

### L'interno della Basilica

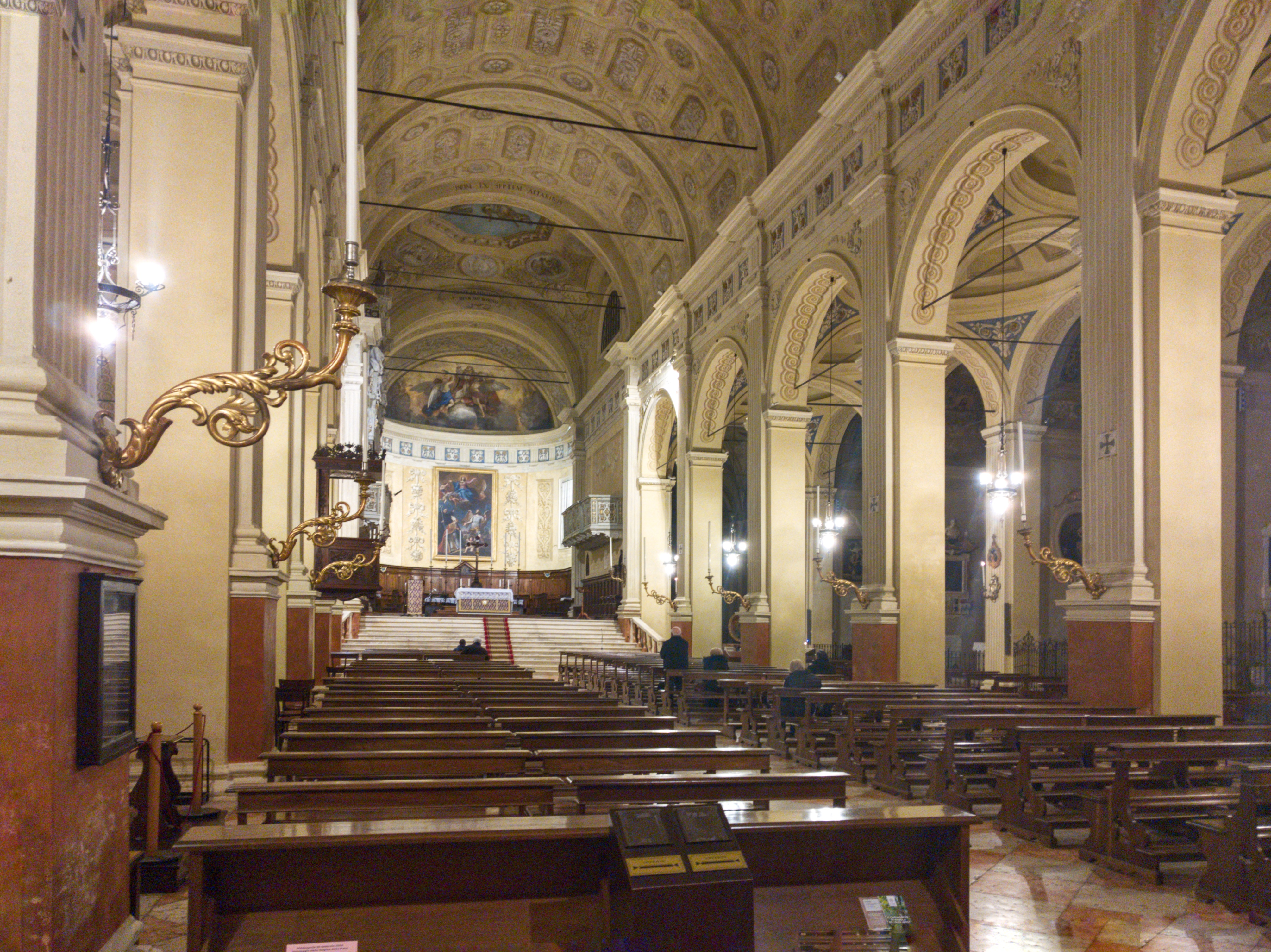
L'interno della basilica

L’interno, a pianta basilicale, è solenne e maestoso come pochi altri del territorio, con un’eccezionale armonia delle proporzioni che avvolge il fedele, mitigando l’impatto con l’ordine gigante dell’architettura.
Le tre navate sono separate da eleganti pilastri quadrangolari ai quali si addossano, nella navata centrale, alte paraste di sostegno alla trabeazione dorica, ornata con metope a girali di fiori e triglifi, completata da un cornicione aggettante. La volta centrale è a botte, dipinta a finti cassettoni fin dal XVII secolo, mentre le navatelle sono coperte da cupolette, poste in corrispondenza alle sei cappelle laterali, secondo lo schema già proposto da Biagio Rossetti nella chiesa di San Benedetto a Ferrara. 
Le navate sono chiuse da un’abside semi circolare sormontata da un catino. Il presbiterio, ampio e ben proporzionato, è rialzato dal piano assembleare; vi si accede attraverso una gradinata di dodici scalini, aperta in tutta larghezza.
Lo spazio è illuminato da due grandi finestre semicircolari poste rispettivamente in controfacciata e sulla parete destra del presbiterio. Due finestre rettangolari illuminano il vano del coro posto in abside. Le navate minori riproducono, in scala ridotta, lo schema della maggiore, mentre le cappelle laterali sono illuminate da finestre circolari poste in testa alle ancone. 
I danni subite alle coperture e alle volte interne della basilica a seguito dei due fotri terremoti che colpirono Correggio tra il 1831 e il 1832, spinsero il  prevosto canonico Pietro Rota ad intraprendere un impegnativo cantiere di restauro e consolidamento di tutto il sacro tempio. 
Il restauro della basilica si protrasse per quasi Quarant’anni e coincise con la rinascita dell’Insigne Collegiata di San Quirino, ricostituitasi dopo le soppressioni napoleoniche, assieme alla Fabbriceria. 
La conservazione presso l’Archivio Capitolare di un corposo faldone contenente le ricevute di pagamento, i contratti, le relazioni tecniche e alcune tavole progettuali consentono di seguire, ad annum, l’evolversi dei cantieri. 
Nel febbraio 1839 la Fabbriceria incaricò il correggese Francesco Forti (1801-1864), architetto ed ingegnere comunale, di predisporre un progetto di risanamento strutturale della basilica. La decorazione delle navate e del presbiterio fu interamente rifatta tra il 1840 e il 1843 dal modenese Camillo Crespolani (1798-1861), basandosi su modelli geometrici neorinascimentali. Al correggese Luigi Asioli  (1817 – 1877) si deve l'affresco nel catino absidale raffigurante la Gloria di San Quirino e due angeli con le insegne episcopali e del martire Quirino nel volto del presbiterio entrambi realizzati nel 1843.
Altre parti della chiesa, quali gli archivolti dipinti a “chiocce” o gli ornati dei capitelli sono opera di Gaetano Ganzari, aiutante del Crespolani. Ai correggesi Emilio Meulli (1869-1945) e Achille Cucchi (1907-1981) si devono, invece, le decorazioni della maggior parte delle cappelle laterali, realizzate nel secondo-terzo decennio del Novecento.
Dopo il terremoto del 1996 l'apparato decorativo, sapientemente recuperato nel 1988 con un importante restauro, è stato danneggiato. A seguito del Terremoto dell'Emilia del 2012, dal giugno 2012 la Basilica è rimasta chiusa al culto fino al 4 giugno 2019 quando, con grande concorso di popolo, il prevosto don Sergio Pellati, alla presenza dei canonici della collegiata, dei sacerdoti dell'Unità Pastorale di Correggio e del nunzio apostolico S.E. Mons. Pierre Nguyên Van Tot, cittadino correggese, ha riaperto al culto il sacro tempio. Il cantiere di restauro durato 2 anni ha visto la compartecipazione di diverse istituzioni ed enti: l'intervento strutturale è stato finanziato dalla Regione Emilia-Romagna all'interno dei piani di ricostruzione post sisma, mentre, il restauro pittorico (ancora da completare nelle cappelle laterali) è stato patrocinato da numerosi devoti e benefattori. Infine un importante cantiere di restauro è stato  condotto sugli apparati lignei del Presbiterio (Stalli del Coro, Cassa d'organo e Cantorie), finanziato dal fonto 8xmille della Presidenza del Consigli dei Ministri del Governo Berlusconi III. La pavimentazione della basilica, originariamente in cotto, fu rifatta nella prima metà dell'Ottocento a lastroni di marmo rosso e bianco di Verona. Appoggiato al quarto pilastro sinistro della navata centrale è collocato l'ottocentesco pulpito ligneo, opera ad intaglio in stile neo-rinascimentale del correggese Camillo Gandolfi, donato da Fortunato Brunetti, oggi impiegato come ambone solenne.

### Battistero
Recentemente ridonata alla sua originaria funzione, al centro della cappella è collocata su di una colonna l'antica Conca battesimale, in biancone di Verona, eseguita nel 1508. La qualità e la datazione del pezzo pongono la conca in stretto rapporto con le maestranze lapicide che hanno realizzato il superbo portale del vicino Palazzo dei Principi. A sinistra è il candelabro ligneo porta Cero Pasquale, superbo pezzo di intaglio della fine del XVI secolo. Sulla parete di fondo Battesimo di Cristo, affresco della seconda metà del Cinquecento, su modello di Andrea del Sarto. Sulla parete sinistra, Battesimo di Gesù del carpigiano Fermo Forti (1839-1911), eseguito nel 1897. Il quadro è quanto rimane dell'ottocentesco Battistero smantellato nel 1968, a seguito di un'errata, quanto nefasta, interpretazione della riforma liturgica.

### Cappella di San Francesco da Paola
Già dedicata a sant'Andrea apostolo, la cappella era beneficiaria di numerosi legati, di appannaggio del prevosto della basilica. La monumentale ancona, in stile classicheggiante, è della fine dell'Ottocento, contiene la pala della Madonna con Bambino e i santi Francesco di Paola e Michele Arcangelo, opera giovanile del correggese Girolamo Donnini (1681 - 1743), eseguita nel 1707 circa, dove ancora riecheggiano gli stilemi del maestro Giovanni Gioseffo Dal Sole (1654 – 1719). Sui gradini dell'altare, all'interno di una ricca cornice lignea ottocentesca, Madonna delle grazie, icona balcanica degli inizi del Settecento con riza in lamina d'argento.

### Cappella di San Giuseppe
Già dedicata a san Giacomo Maggiore, la cappella anticamente apparteneva alla famiglia Forti. L'altare è arricchito da un paliotto, degli inizi del XVIII secolo, in scagliola carpigiana raffigurante san Giacomo Maggiore, molto vicino agli schemi di Giovanni Pozzuoli (1646 – 1714). L'ancona architettonica con colonne composite a finto marmo e una ricca cimasa barocchetta, è riconducibile alla maestria dell'architetto correggese Francesco Cipriano Forti (1713-1779). Al centro, in una nicchia, è posta la statua di San Giuseppe sposo di Maria Vergine, cartapesta ottocentesca della ditta Graziani di Faenza.

### Cappella di San Giovanni Battista
L'altare, in marmi policromi della metà del Novecento, è opera della scultrice Carmela Adani (1899-1965). Al centro del paliotto, arretrato rispetto alla mensa, sono scolpiti a bassorilievo i simboli dei Quattro Evangelisti. L'ancona seicentesca, in legno dorato con decorazioni su fondo lapislazzulo, proviene dalla chiesa di San Sebastiano, dalla quale fu asportata nel 1798 a seguito delle soppressioni volute dal governo cisalpino. Al centro, Predica di san Giovanni Battista, olio su tela dipinto nel 1614 del correggese Paolo Gianotti. In origine l'ancona conteneva la pala di Baldassarre Aloisi detto il Galanino (1577-1638), raffigurante la Madonna col Bambino in gloria e i santi Sebastiano, Girolamo, Giovanni Battista, Pietro Eremita e Rocco anche detta Madonna della Neve, oggi in deposito presso il Museo Civico.

### Cappella del Crocefisso
La grande composizione architettonica di gusto barrocchetto, in stucco con statue di santi e angeli, fu eseguita nel 1707 dal modenese Antonio Traeri (1669-1732). Ai lati della scena sono poste le statue dei santi Longino e Veronica, mentre al centro è il Crocefisso in legno e cartapesta, realizzato nel 1903 da Guglielmo Fornaciari (1858-1930). Ai piedi della croce una Madonna Addolorata della ditta Graziani di Faenza, completa la scena. L'intero apparato è frutto di un adattamento della cappella eseguito nei prime del Novecento, quando fu tolta la tela del Donnini raffigurante san Francesco di Paola e riadattata la statua di san Contaldo d'Este come san Longino.

### Cappella della Madonna della Cintura
In precedenza dedicata alla Beata Vergine di Loreto, l'ancora in stucco con statue in terracotta rappresenta uno dei maggiori esempi di arte manierista locale. Al centro della scena, entro una grande nicchia coronata da conchiglia, è inserita la statua della Madonna con Bambino, riproduzione cinquecentesca della Vergine Lauretana. Ai lati, entro nicchie più piccole, sono le statue di San Nicola di Bari e San Vincenzo Ferreri, della fine del XVI secolo. Il fronte dell'altare è arricchito da un paliotto in scagliola raffigurante la Madonna della Cintura, realizzato nel 1704 da Giovanni Massa (c. 1659-1741).

### Cappella del Santissimo Sacramento
Posta nell'abside di sinistra, la cappella era in precedenza dedicata all'Assunzione di Maria. Nel 1766, per meglio corrispondere alle esigenze liturgiche, i canonici trasferirono l'altare del Sacramento dall'abside di destra a quella di sinistra, cedendo la proprietà della cappella all'Arciconfraternita del Santissimo Sacramento. Sul finire del XVIII secolo, contestualmente ai lavori eseguiti all'organo da Luigi Montesanti (1757 – 1830), fu alzata la volta della cappella. Nel 1933 la confraternita commissionò a Carmela Adani (1899-1965) la realizzazione di un nuovo altare in marmo, sormontato da un monumentale ciborio per l'esposizione eucaristica. L'altare presenta numerose parti in rilievo; di particolare pregio è il paliotto, posto sotto la mensa dell'altare, raffigurante la Lavande dai piedi. La balaustra in marmo è della seconda metà dell'Ottocento, dono del capitano Antonio Bellelli, sindaco dell'Arciconfraternita. Nel mezzo dell'arcone è appesa la grande lanterna in argento sbalzato e cesellato, donata nel 1853 dalla consorella Marianna Vicini.

### Presbiterio
Ampio e solenne, è un'eccezionale cornice per le celebrazioni liturgiche. Rialzato dal piano assembleare, ai lati corrono i settecenteschi stalli in noce, ideali prolungamenti del grande coro a due livelli posto in abside. Sulle pareti laterali, sopraelevate, le due cantorie in legno dorato e tinteggiato del 1613, intagliate da un anonimo maestro bresciano (Marcantonio Moretti?). Su quella di sinistra si trova l'organo originariamente costruito dal bresciano Bernardino Virchi nel 1612, fu più volte modificato, sostituito nel 1932 da un organo Mascioni e nel 2008 da un organo Tollari. Sul fondo della parete absidale la grande pala d'altare raffigurante l'Assunta e i santi Michele Arcangelo, Quirino e Romano di Condat, dipinta nel 1735 da Girolamo Donnini (1681 – 1743), donata dal correggese monsignor Antonio Leprotti (1685-1746), archiatra di papa Clemente XII.
Nel catino absidale l'affresco di Luigi Asioli (1817 – 1877) con San Quirino in gloria eseguito nel 1843 e nella volta del presbiterio Angeli trionfanti, dipinti dallo stesso Asioli che, scontento, li ricoprì, sono riemersi durante i restauri del 1988. Il presbiterio era arricchito da un altare in marmi policromi, realizzato nel 1916 dalla ditta Donazzan di Pove di Bassano del Grappa, in stile neo donatelliano. Nel 1968 l'altare fu abusivamente rimosso e alienato, con l'intento di dare visiva applicazione della riforma liturgica. Nel 2000, grazie alla sensibilità del Lions Club di Correggio, sono state recuperate alcune parti dell'altare che attendono di essere ricollocate in presbiterio. L'attuale altare, è stato realizzato nel 2005 recuperando il settecentesco paliotto in legno argentato e meccato; nell'ovale olio su tela raffigurante Il martirio di San Quirino. Lo scranno del celebrate, in legno di noce, fu realizzato su disegno di Carmela Adani dallo scultore correggese Furio Montanari, nel 1945, per celebrare la fine del secondo conflitto bellico.

### Cripta
Sotto il piano presbiterale si sviluppa la cripta, ampliata nel 1842 e rivestita in marmo negli anni 1940 – 1944. L'altare, che racchiude l'urna con le reliquie di san Quirino di Siscia e degli altri santi protettori, ha alle spalle un trittico in marmo su fondo a tessere dorate rappresentante San Quirino e i santi Michele, Raffaele e Tobiolo, tutte opere di Carmela Adani (1899-1965). In fondo alla parete sinistra, è murata una lapide che ricorda la ricognizione, sulle reliquie dei patroni, compiuta nel 1186 dal vescovo reggiano Albricone.

### Cappella del Sacro Cuore
Fino al 1766 la cappella era di proprietà dei confratelli del Santissimo Sacramento e destinata a conservare l'Eucaristia. Documenti cinquecenteschi affermano che i confratelli del Sacramento chiamarono a decorare l'antica cappella il giovane Pomponio Allegri, figlio del Correggio, tuttavia di tale  decorazione a fresco, ora non rimane traccia visibile e si ipotizza sia stata scialbata nel corso dei secoli o rovinata da eventi sismici.
La cappella fu poi di patronato della famiglia Guzzoni e dedicata alla Visitazione della Beata Vergine Maria. Ristrutturata su progetto di Carmela Adani (1899 – 1965), nel 1948 fu intitolata al Sacro Cuore di Gesù.
Sulla parete sinistra è inserita l'ottocentesca tela della Visitazione di Maria a sant'Elisabetta, un tempo posta al centro dell'abside, sostituita dall'Adani con la statua del Sacro Cuore, in marmo di Carrara.

### Cappella della Beata Vergine del Santo Rosario
Di patronato della nobile famiglia Cattania, l'altare in forme neoclassiche è della metà dell'Ottocento. Al centro dell'ancona è posta la statua della Beata Vergine del Rosario con Bambino, cartapesta della fine del XIX secolo della ditta Graziani di Faenza. Sulla parete sinistra il dipinto Nozze mistiche di Santa Caterina e Santi Pietro e Lucia anche detta Madonna Cattania, di autore emiliano degli inizi del secolo XVI, influenzato da tardi ricordi veneti e bolognesi.

### Cappella della Santissima Trinità
Già di patronato delle famiglie Gilocchi e Negrisoli,
al centro della seicentesca ancona vi è un interessante dipinto raffigurante la Santissima Trinità e Santi Francesco d'Assisi, Carlo Borromeo e Girolamo, del novellarese Jacopo Borboni (1566-1623), eseguita, secondo la maniera carraccesca, nel 1613. Sulla sinistra il monumento in marmi policromi, sovrastato da busto, del giurista Alessandro Gilocchi, cavaliere dell'Ordine di Santo Stefano papa e martire, eseguito intorno al 1627, forse della bottega reggiana del Pacchioni.

### Cappella di San Luigi Gonzaga
Di patronato della Comunità di Correggio, l'altare fu eretto in seguito alla proclamazione di san Luigi a compatrono della città. La bella ancona architettonica fu eseguita da Giuseppe Casalgrandi (1706–1762?), nel 1749, su progetto dell'architetto Francesco Cipriano Forti. Al centro la tela Madonna con Bambino e san Luigi Gonzaga, sormontata da una cimasa raffigurante San Giuseppe e San Giovanni Evangelista e due tele laterali con Santo Stanislao Kostka e Sant'Ignazio di Loyola tutte opera del pittore Benedetto dal Buono (1711 – 1775), discepolo del correggese Donnini. Sotto alla mensa dell'altare è stata collocata l'urna, in legno e cristallo, contenente il Corpo di santa Clementina martire, riccamente vestita, inviata da Roma a Correggio da fra Quirino da Correggio, nel 1793.

### Cappella di San Martino vescovo di Tours
Di patronato della nobile famiglia Zuccardi Merli, inserita in una monumentale ancona classicheggiante si trova la celebre Visione di San Martino, olio su tela, eseguita nel secondo decennio del Seicento per Isabella Merli, dal romano Domenico Fetti (1589 – 1624). La tela, carica di emotività barocca, narra della visione notturna avuta del santo la notte seguente l'aver soccorso il povero con il proprio mantello. Cristo, posto in alto a sinistra, appare tra nubi di angeli in un'atmosfera scura con bagliori rossastri a tratti illuminati da colpi di luce chiara. L'altare è opera giovanile di Carmela Adani (1898 – 1965), eseguito nel 1919; nel paliotto, scolpita a bassorilievo, è una Natività.

### Cappella della Beata Vergine di Lourdes
La grotta con l'immagine della Madonna è ricavata all'interno di una ricca ancona in stucco del XVII secolo che originariamente conteneva il dipinto di Paolo Giannotti (?) ora conservato nella cappella a fianco (vedi sotto). Il paliotto dell'altare, in scagliola policroma, è opera di artista reggiano della fine del Seicento. Al centro fra volute di verzure e racemi è raffigurata la Visione di sant'Eustacchio.

### Cappella della Penitenzieria
La cappella fino al 1969 ospitava una ricca ancona in stucco, rimossa per ospitare la penitenzieria, recentemente rifatta. Appesi alle pareti, due dipinti dei primi decenni del Seicento provenienti da altari della basilica modificati; a sinistra Crocefissione e Santi Andrea apostolo e Carlo Borromeo di Jacopo Borboni (1566-1623), già nel secondo altare della navata di sinistra, e sulla parete destra Cristo in gloria, santo Stefano diacono e un santo vescovo tradizionalmente attribuita al correggese Paolo Giannotti ma vicina all'opera di Girolamo Lucenti.

### Sagrestie
La basilica dispone di due sagrestie, una detta Ordinaria e quella dei Canonici. La prima, recentemente restaurata, conserva mobili dei secoli XVII e XVIII. Sulla parete di sinistra è un interessante Annunciazione, di autore emiliano degli inizi del secolo XVI, forse lo stesso della Madonna Cattania, proveniente dalla chiesa di Santa Maria della Misericordia.
La seconda sagrestia, è arredata con mobili a stalli del XVII secolo. Nella volta affresco seicentesco, in parte deteriorato, raffigurante il patrono san Quirino.

### Oratorio della Mater Amabilis (Arciconfraternita del Santissimo Sacramento)
Entrando dalla porta sinistra della cappella del Sacramento, si accede alla sede della Venerabile Arciconfraternita del Santissimo Sacramento. Questo antichissimo sodalizio laicale, sorto a Correggio nei primo decennio del Cinquecento, fu canonicamente eretto nel 1542, in virtù della bolla di papa Paolo III Farnese del 1539, e da cinque secoli aggrega i fedeli correggesi devoti al culto eucaristico e legati alle tradizioni cittadine. Il primo locale che si incontra è l’Oratorio della Mater Amabilis. Costruito nel 1646 ed ampliato nel 1825, l’oratorio ha pianta rettangolare e volumi armoniosi, impreziositi da un elegante apparato decorativo neoclassico, opera del correggese Andrea Capretti (1821-?). Sulla parte di fondo, in una nicchia, Presepe in terracotta policroma di ambito bolognese, della fine del Seittecento. Il bue e l’asino in gesso, furono eseguiti nel 1845 dal correggese Eusebio Casalgrandi (1827-1902). Alle pareti laterali, entro due ricche cornici in stucco, sono due tele con scene religiose e di genere: Cena d’Emmaus e Cena in Betania di scuola di Leandro Bassano (1557-1662) recentemente restaurate. L’ancona neoclassica custodisce al centro l’immagine della Mater Amabilis, olio su tela, dipinta nel 1827 dal correggese Giovanni Giaroli (1789 - 1869); il sottostante altare in marmo, eseguito nel 1959, è opera di Carmela Adani (1898 – 1965), consorella del SS.mo Sacramento. 
Dal 2020 l’oratorio ospita un organo positivo, donato all’Arcionfraternita da alcuni devoti, realizzato dall’organaro Paolo Tollari. 
Da una porta laterale dell’Oratorio si accede alla Schola del SS.mo Sacramento, un complesso di ambienti deputati alla vita aggregativa dell’Arciconfraternita, organizzati su due piani. 
Al piano terra si trova la Camera delle Congregazioni: costruita nel 1729, la camera è coperta da una singolare volta barocca a padiglione con unghie negli angoli. L’apparato decorativo fu realizzato nel 1882 dal pittore Andrea Capretti che s’ispirò ai motivi ornamentali dipinti, un secolo prima da Francesco Cipriano Forti, sulle cassepanche lignee disposte perimetralmente la camera. Al piano superio sono la Camera del Massaro e il Magazzino.

## Tesoro

### Il Tesoro di San Quirino

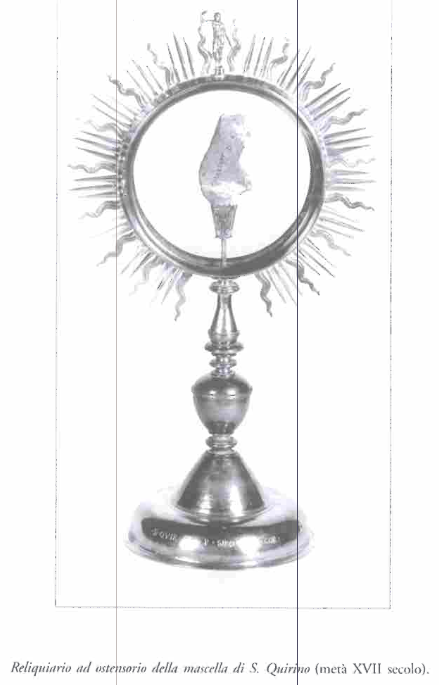

Particolarmente ricco di preziosi arredi e suppellettili liturgiche che abbracciano oltre cinque secoli, il Tesoro di San Quirino è fra i più importanti della regione.
Il tesoro custodisce il celebre Cofanetto eburneo con figure intagliate, narranti la storia di Susanna e i Vecchioni, tratta dal libro del profeta Daniele, pregevole lavoro della bottega degli Embriachi di Venezia. Il cofanetto fu donato dalla contessa Bianca Rangone alla chiesa di San Quirino nel 1467 e fu impiegato per secoli come sepolcro il Venerdì Santo o, in seguito, come custodia delle reliquie dei santi.
Numerosi i reliquiari tra i quali spiccano il Braccio di san Quirino, in forma di mano benedicente realizzato, prima del 1480, da orafi reggiani; reliquiario a forma di ostensorio contenente la mascella di san Quirino, donato dal principe Siro da Correggio (circa terzo decennio del Seicento). Serie di quattro reliquiari a cilindretto degli inizi del XVI secolo: il più antico, dato 1509, contiene le reliquie di san Martino di Tours, san Ermete e di altri santi. Di pregevole fattura è il settecentesco ostensorio contenente la reliquia di san Luigi Gonzaga, riportante le armi della Comunità, della Collegiata e del donatore. Il tesoro custodisce anche molti calici, pissidi, ostensori e turiboli: da menzionare il calice del cardinale Girolamo Bernieri, manifattura romana in argento cesellato della seconda metà del Cinquecento, la Croce astile capitolare, bifacciale, con san Quirino, Evangelisti e Dottori della Chiesa eseguita nel 1612, per conto della Collegiata, dall'orafo e architetto correggese Gian Maria Piamontesi (1576 - 1632?).
Dei secoli XVIII e XIX sono pissidi, calici e ostensori, fra i quali un Ostensorio a raggiera in raffinato stile rococò con angeli a rilievo e grappoli d'uva realizzate con perle e granate, realizzato dall’orafo veronese Pietro Cesari. 
Della metà del Novecento sono una pisside e un calice realizzati dal fiorentino Enrico Serafini (1913-1968) in oro, argento e pietre preziose su disegno di Carmela Adani (1898 – 1965). Sempre su disegno dell'Adani è il solenne Ostensorio (1954) in oro, argento e pietre preziose opera del parmigiano Mario Minari.
Notevole anche la raccolta di paramenti e stoffe liturgiche, specie del sec XVII e XVIII fra le più belle della diocesi.